# Ardmore (Alabama)
Ardmore és una població del Comtat de Limestone a l'estat d'Alabama, Estats Units.

## Demografia
Segons el cens del 2007 tenia 1.189 habitants. Segons el cens del 2000, Ardmore tenia 1.034 habitants, 460 habitatges, i 276 famílies. La densitat de població era de 195,7 habitants/km².
Dels 460 habitatges en un 27% hi vivien nens de menys de 18 anys, en un 43% hi vivien parelles casades, en un 11,5% dones solteres, i en un 39,8% no eren unitats familiars. En el 36,5% dels habitatges hi vivien persones soles el 21,1% de les quals corresponia a persones de 65 anys o més que vivien soles. El nombre mitjà de persones vivint en cada habitatge era de 2,25 i el nombre mitjà de persones que vivien en cada família era de 2,96.
Per edats la població es repartia de la següent manera: un 25% tenia menys de 18 anys, un 8,3% entre 18 i 24, un 25,7% entre 25 i 44, un 24,6% de 45 a 60 i un 16,4% 65 anys o més.
L'edat mediana era de 37 anys. Per cada 100 dones hi havia 81,4 homes. Per cada 100 dones de 18 o més anys hi havia 78 homes.
La renda mediana per habitatge era de 28.352 $ i la renda mediana per família de 40.673 $. Els homes tenien una renda mediana de 29.531 $ mentre que les dones 19.875 $. La renda per capita de la població era de 18.447 $. Aproximadament el 10,7% de les famílies i el 17,9% de la població estaven per davall del llindar de pobresa.

## Poblacions més properes
Ardmore limita al nord amb l'estat de Tennessee. El següent diagrama mostra les poblacions més properes.